# ウィリアム・フライ
ウィリアム・フライ (William Fly、? - 1726年没) は、イギリスの海賊。1726年にニューイングランドの船舶を約3か月間に渡って襲撃した。フライはボストンにて絞首刑に処され、その遺体は他の海賊への警告としてボストン港の入口に晒された。フライの死は海賊の黄金時代の終焉であると考えられている。

## 海賊行為
1726年4月、グリーン船長が指揮するブリストル籍のスノー船「エリザベス号」がジャマイカからギニアに向けて出港した。フライはこの船に甲板長として乗り込んでいたが、5月27日、数人の悪党仲間と共にこの船を乗っ取ってしまった。フライと仲間たちは船長室に押し入り、グリーン船長を甲板に引きずり出すと、船尾に追い立てた。グリーン船長は命乞いをし、せめて祈りのための時間がほしいと懇願したが、フライたちは冷酷にも彼を船の外に投げ出してしまった。この時グリーン船長の身体が帆の索に引っかかってしまったが、フライの悪党仲間であるトマス・ウィンソープという男がグリーン船長の手首を斧で斬り落として波に攫わせてしまった。さらに航海士であったジェームズ・ジェンキンスを捕え、斧で斬りつけるなどの虐待を加えた上で彼もまた船外に投げ出して殺した。
邪魔者を排除した一味は今後の方針を話し合い、フライが船長となった。ノースカロライナに向かった一味は、そこでフルカー船長のスループ船ジョン・アンド・ハンナ号と出会った。フルカー船長はエリザベス号に水先案内人がいないのだろうと考え、湾内に入れてやろうという親切心から数人の仲間を連れてボートでエリザベス号に乗船した。フライは彼らを捕え、投錨しているジョン・アンド・ハンナ号を持ってくるように命令した。しかし風向きが悪くボートでは船に近付くことが出来なかったため、フライは激怒し、フルカー船長を裸にして鞭で打つという虐待を加えた。フライはこの騒動の末、ジョン・アンド・ハンナ号に穴を開けて海に沈めてしまい、フルカー船長ほか数人を捕虜にしたまま獲物を求めて出帆した。
6月5日、カロライナを離れた一味はゲール船長のジョン・アンド・ベティ号を拿捕した。この船からは6人の乗組員を仲間に引き入れ、フルカーたちを乗船させて釈放したが、アトキンソンという男だけは解放しなかった。彼がベテランの船乗りであり、ニューイングランド沿岸の海域を熟知していると考えたためである。だがアトキンソンが仲間に加わったことにより、フライの求心力は徐々に低下していった。乗組員たちはフライが熟練した船乗りではなく、甲板長の仕事をわずかばかり知っているに過ぎないと思っていたのである。フライは度々アトキンソンに暴行を働こうとしたが、仲間たちは彼を庇うようになった。アトキンソンがいずれ裏切るだろうと恐れたフライは、彼を海に投げ込んでしまおうと提案したが、多くの乗組員たちはこれを承知しなかった。

## 最期
6月23日、アトキンソンはあらかじめ示し合わせていた仲間たちと共にフライとその部下3名を捕えた。アトキンソンは彼らを監視兵のもとに連行し、翌7月4日、ボストンにて裁判が行われた。フライと3人の部下は殺人および海賊行為により有罪を宣告され、7月12日に処刑された。フライの遺体はボストン港の入口に鎖で吊るされることとなった。